# Ultraseven
Ne doit pas être confondu avec Ultra Seven (jeu vidéo).
Ultraman Return of Ultraman
Ultraseven (ウルトラセブン, Urutora Sebun) est une série de tokusatsu et de science fiction japonaise crée par Eiji Tsuburaya qui s'est inspirée de Thunderbirds,. Il s'agit de la troisième entrée de l'Ultra Series et fut produite par Tsuburaya Productions. La série fut diffusée sur Tokyo Broadcasting System du 1er octobre 1967 au 8 septembre 1968.
Contrairement à Ultraman où le combat contre les monstres géants était présenté comme naturel, Ultra Seven est la première série à mettre en oeuvre une équipe en train de lutter contre une invasion extraterrestre.
En France, un seul épisode de la série fut diffusé sur l'ORTF en 1967.

## Synopsis
Dans un futur pas très distant, la Terre est constamment attaquée par des menaces extraterrestres. Pour les combattre, les Forces de Défense Terrestre (Terrestrial Defense Force) établit l'Ultra Garrison, une équipe de six membres d'élite utilisant des véhicules et des armes de haute-technologie. Se joignant à leur combat est le mystérieux Dan Moroboshi, qui est secrètement un alien de la Terre de Lumière dans la Nébuleuse M-78 et qui se transforme en sa véritable forme alien, Ultraseven, en temps de crise.

## Fiche technique
- Titre original : Ultraseven (ウルトラセブン, Urutora Sebun?)
- Création : Eiji Tsuburaya
- Réalisation : Kazuho Mitsuta, Toshitsugu Suzuki, Samaji Nonagase, Hajime Tsuburaya, Akio Jissôji, Toshihiro Iijima, Tatsumi Andô
- Scénario : Shin'ichi Ishikawa
- Musique : Tōru Fuyuki
- Direction artistique : Tôru Narita
- Son : Ashish Narula
- Production : Eiji Tsuburaya
- Sociétés de production : Tsuburaya Productions
- Pays d'origine : Japon
- Langue originale : japonais
- Format : couleur - 35 mm - 1,33 : 1 - monophonique
- Genre : Tokusatsu, science-fiction, kaiju
- Nombre de saisons : 1
- Nombre d'épisodes : 49
- Durée : 30 minutes
- Dates de première diffusion :
  - Japon : 1er octobre 1967

## Distribution
- Kohji Moritsugu : Dan Moroboshi/Ultraseven ("Dan Moroboshe" dans le doublage de Cinar).[6] Ultraseven emprunte le regard de Jiroh Satsuma et se transforme en sa vraie forme alien en utilisant l'Ultra Eye ("Task Mask" dans le doublage Cinar). Au moment de la production de la série, Moritsugu était marié et pauvre. Cela resta secret dans le but de promouvoir Moritsugu en tant que jeune coup de cœur montant.[7]
- Shōji Nakayama : Captain Kaoru Kiriyama, le capitaine de l'Ultra Garrison.
- Sandayū Dokumamushi : Shigeru Furuhashi, le membre rondelet, fort et à la gâchette facile de l'Ultra Garrison.
- Yuriko Hishimi : Anne Yuri ("Donna" dans le doublage Cinar),[8] l'opératrice des communications et l'infirmière de l'équipe. Yoshiko Toyoura fut initialement choisi pour le rôle, mais fut retirée par le réalisateur Takashi Tsuboshima pour l'engager dans son prochain film. Hishimi eut le rôle après avoir fait une audition immédiate ainsi qu'une séance photo.[9]
- Shinsuke Achiha : Soga. Le tireur d'élite de l'Ultra Garrison.
- Bin Furuya : Amagi, le stratège de l'équipe. Furuya avait porté le costume d'Ultraman dans la série précédente et affirma que bien qu'il aimait être Ultraman, Amagi était plus agréable à jouer étant donné qu'il avait une apparence exposée[10].
- Koji Uenishi : Ultraseven (interprète de costume). Uenishi interpréta Ultraseven pour la série entière tandis qu'Eiichi Kikuchi fit la performance costumée pour les épisodes 14 et 15[11],[12].

## Production
Après le succès d'émissions de science-fictions sur l'espace tels qu'Ultraman, Captain Ultra, et la diffusion japonaise de Perdus dans l'espace, Tokyo Broadcasting System poursuivit Tsuburaya Productions pour produire une autre série de SF. Cela mena Eiji Tsuburaya à rassembler Hajime Tsuburaya, Akio Jissoji, Tetsuo Kinjo, Masami Sueyasu, et Shoji Otomo pour réfléchir sur des idées.
Eiji Tsuburaya proposa une série qui serait un hybride entre Les Sentinelles de l'air et Perdus dans l'espace; Hajime proposa une nouvelle série Ultraman qui aurait inclus la contribution du réseau et des sponsors pour chaque saison; Jissoji proposa une série de voyages dans le temps qui aurait centré sur une équipe de patrouille du temps ainsi que sur leurs familles ; Kinjo proposa une émission de mystère/d'horreur pour les enfants qui aurait été un hybride entre Ultra Q et La Quatrième Dimension; Sueyasu proposa une série ayant des contes de fées comme thématique; et Otomo proposa une série sur le thème de l'espace, qui aurait été un croisement entre Perdus dans l'espace et Men into Space avec des monstres géants.
TBS finit par se fixer sur une fusion des idées d'Eiji et d'Otomo, et Eiji soumit un traitement nommé The Ultra Garrison, qui présentait six astronautes (incluant un androïde surnommé "John") postés sur un satellite nommé "Mother", et qui était la première ligne de défense contre des envahisseurs extra-terrestres. Kinjo trouva que l'idée manquait un élément essentiel et suggéra d'ajouter un superhéros.
Le traitement subit de grosses révisions après que TBS trouva que l'idée était trop similaire à The Great Space War. La nouvelle version inclut des monstres géants tout en retenant l'élément des Forces de Défense Terrestre à la demande de TBS. TBS suggéra de faire de la série une suite directe à Ultraman et qu'elle se concentre sur le fils d'Hayata et de Fuji, qui serait capable d'appeler des monstres de la terre pour de l'aide et ne se transformerait en Ultraman que lors de moments désespérés.
Tetsuo Kinjo commença à travailler sur un brouillon, combinant des éléments des meilleures idées de TBS et les siennes, tels que des éléments de sa proposition de série refusée Woo, qui présentait un alien devenant de manière involontaire un sauveur de l'humanité. Le brouillon de Kinjo fut nommé Ultra Eye et contenait Dan Moroboshi étant le fils d'un humain et d'un alien, avec Dan venant sur la Terre à la recherche de sa mère. Cette version contenait également des Capsules Monstres (Capsule Monsters) que Dan aurait utilisé lorsqu'il ne pouvait se transformer. Initialement, des monstres d'Ultra Q et d'Ultraman devaient être utilisés en tant que capsules monstres dans le but de réduire les coûts de production.
Tohru Narita fut assigné au design des aliens, des monstres, et des véhicules. Le design de Narita pour Ultraseven fut inspiré de la culture maya et il avait choisi l'argent et le bleu comme couleurs, mais remplaça le bleu par le rouge pour éviter des problèmes d'incrustation sur fond bleu. Le tournage des effets spéciaux débuta en mai 1967, tandis que la distribution des rôles débuta le mois suivant. Beaucoup des acteurs employés forent choisis du pool d'acteurs de Toho, vu que le studio était l'un des investisseurs financiers de Tsuburaya Productions. Yoji Hashimoto et Toshimichi Miwa furent en charge de fonctions avec TBS pour l'émission, Eiji Tsuburaya fut le producteur chef et le superviseur de la série, et Masami Sueyasu reprit son rôle de producteur de terrain pour Tsuburaya Productions.
Quatre épisodes furent complétés avant que le copyright ne soit approuvé pour le titre de la série, qui fut changé pour Ultraseven. L'émission fut filmé sans l'audio (une pratique courante pour les émissions japonaises à l'époque) et la post-production, incluant le montage et le doublage, débuta en septembre 1967. Toru Fuyuki fut embauché pour composer la bande sonore, allant dans une direction plus orientée vers la musique classique, en opposé à la direction à l'inspiration jazz que prit Kunio Miyauchi pour la bande-sonore d'Ultraman.
Ultraseven fut diffusé pour la première fois le 1er octobre 1967 et eut un taux d'audience de 33.7%, ce qui était un exploit à l'époque. Dû à l'indice d'écoute élevé de la série, TBS commanda 10 épisodes de plus lors des préparations pour le troisième « cours » de la série (épisodes 27-39). Bien que l'indice d'écoute diminuait durant les dernières semaines de diffusion de la série, Ultraseven resta toujours dans le top cinq des émissions au taux d'audience le plus élevé à l'époque.
Des suites pour Ultraman (« Ultraman Continues ») et Ultraseven (« Fight! Ultraseven») furent proposées, mais Tsuburaya Productions ne produira pas de série Ultra jusqu'en 1971, avec Return of Ultraman.

## Épisodes
| No | Titre | Réalisé par       | Écrit par                        | Première diffusion  |
| -- | --- | ----------------- | -------------------------------- | ------------------- |
| 1  | "The Invisible Challenger" Transcription: "Sugata naki Chōsensha" (Japonais: 姿なき挑戦者)                               | Hajime Tsuburaya  | Tetsuo Kinjo                     | 1er octobre 1967    |
| 2  | "The Green Terror" Transcription: "Midori no Kyōfu" (Japonais: 緑の恐怖)                                                 | Samaji Nonagase   | Tetsuo Kinjo                     | 8 octobre 1967      |
| 3  | "The Secret of the Lake" Transcription: "Mizumi no himitsu" (Japonais: 湖のひみつ)                                       | Samaji Nonagase   | Tetsuo Kinjo                     | 15 octobre 1967     |
| 4  | "Max, Respond!" Transcription: "Makkusu-gō Ōtō seyo" (Japonais: マックス号応答せよ)                                      | Kazuho Mitsuta    | Tetsuo Kinjo & Masahiro Yamada   | 22 octobre 1967     |
| 5  | "Vanished Time" Transcription: "Kesareta Jikan" (Japonais: 消された時間)                                                 | Hajime Tsuburaya  | Akihiko Sugano                   | 29 octobre 1967     |
| 6  | "Dark Zone" Transcription: "Dāku Zōn" (Japonais: ダーク・ゾーン)                                                         | Kazuho Mitsuta    | Bunzo Wakatsuki                  | 5 novembre 1967     |
| 7  | "Space Prisoner 303" Transcription: "Uchū Shūjin San-Maru-San" (Japonais: 宇宙囚人303)                                   | Toshitsugu Suzuki | Tetsuo Kinjo                     | 12 novembre 1967    |
| 8  | "The Marked Town" Transcription: "Nerawareta Machi" (Japonais: 狙われた街)                                               | Akio Jissoji      | Tetsuo Kinjo                     | 19 novembre 1967    |
| 9  | "Operation Android Zero" Transcription: "Andoroido Zero Shirei" (Japonais: アンドロイド0指令)                            | Kazuho Mitsuta    | Shozo Uehara                     | 26 novembre 1967    |
| 10 | "The Suspicious Neighbor" Transcription: "Ayashii Rinjin" (Japonais: 怪しい隣人)                                         | Toshitsugu Suzuki | Bunzo Wakatsuki                  | 3 décembre 1967     |
| 11 | "Fly to Devil Mountain" Transcription: "Ma no Yama e Tobe" (Japonais: 魔の山へ飛べ)                                      | Kazuho Mitsuta    | Tetsuo Kinjo                     | 10 décembre 1967    |
| 12 | "From Another Planet with Love" Transcription: "Yūsei yori Ai o Komete" (Japonais: 遊星より愛をこめて)                   | Akio Jissoji      | Mamoru Sasaki                    | 17 décembre 1967    |
| 13 | "The Man Who Came from V3" Transcription: "Bui Surī kara Kita Otoko" (Japonais: V3から来た男)                            | Toshitsugu Suzuki | Shinichi Ichikawa                | 24 décembre 1967    |
| 14 | "The Ultra Guard Goes West: Part 1" Transcription: "Urutora Keibitai Nishi e Zenpen" (Japonais: ウルトラ警備隊西へ 前編) | Kazuho Mitsuta    | Tetsuo Kinjo                     | 7 janvier 1968      |
| 15 | "The Ultra Guard Goes West: Part 2" Transcription: "Urutora Keibitai Nishi e Kōhen" (Japonais: ウルトラ警備隊西へ 後編)  | Kazuho Mitsuta    | Tetsuo Kinjo                     | 14 janvier 14, 1968 |
| 16 | "The Eye That Shines in the Darkness" Transcription: "Yami ni Hikaru Me" (Japonais: 闇に光る目)                          | Toshitsugu Suzuki | Keisuke Fujikawa                 | 21 janvier 1968     |
| 17 | "Underground Go! Go! Go!" Transcription: "Chitei Gō! Gō! Gō!" (Japonais: 地底GO! GO! GO!)                                | Hajime Tsuburaya  | Shozo Uehara                     | 28 janvier 1968     |
| 18 | "Escape Dimension X" Transcription: "Kūkan Ekkusu Dasshutsu" (Japonais: 空間X脱出)                                       | Hajime Tsuburaya  | Tetsuo Kinjo                     | février 4, 1968     |
| 19 | "Project Blue" Transcription: "Purojekuto Burū" (Japonais: プロジェクト・ブルー)                                         | Samaji Nonagase   | Ryu Minamikawa                   | 11 février 1968     |
| 20 | "Destroy Earthquake Epicenter X" Transcription: "Jishingen Ekkusu o Taose" (Japonais: 地震源Xを倒せ)                     | Samaji Nonagase   | Bunzo Wakatsuki                  | 18 février 1968     |
| 21 | "Pursue the Undersea Base!" Transcription: "Kaitei Kichi o Oe" (Japonais: 海底基地を追え)                                | Toshitsugu Suzuki | Onisuke Akai                     | 25 février 1968     |
| 22 | "The Human Farm" Transcription: "Ningen Bokujō" (Japonais: 人間牧場)                                                     | Toshitsugu Suzuki | Hiroyasu Yamaura                 | 3 mars 1968         |
| 23 | "Search for Tomorrow" Transcription: "Asu o Sagase" (Japonais: 明日を捜せ)                                               | Samaji Nonagase   | Ryu Minamikawa & Shozo Uehara    | 10 mars 1968        |
| 24 | "Return to the North!" Transcription: "Kita e Kaere!" (Japonais: 北へ還れ!)                                              | Kazuho Mitsuta    | Shinichi Ichikawa                | 17 mars 1968        |
| 25 | "Showdown at 140 Degrees Below Zero" Transcription: "Reika Hyakuyonjū-do no Taiketsu" (Japonais: 零下140度の対決)        | Kazuho Mitsuta    | Tetsuo Kinjo                     | 24 mars 1968        |
| 26 | "Super Weapon R-1" Transcription: "Chōheiki Āru Ichi-gō" (Japonais: 超兵器R1号)                                          | Toshitsugu Suzuki | Bunzo Wakatsuki                  | 31 mars 1968        |
| 27 | "Operation: Cyborg" Transcription: "Saibōgu Sakusen" (Japonais: サイボーグ作戦)                                          | Toshitsugu Suzuki | Keisuke Fujikawa                 | 7 avril 1968        |
| 28 | "The 700 Kilometer Run!" Transcription: "Nanahyaku Kiro o Tsuppashire!" (Japonais: 700キロを突っ走れ!)                   | Kazuho Mitsuta    | Shozo Uehara                     | 14 avril 1968       |
| 29 | "The Earthling All Alone" Transcription: "Hitoribotchi no Chikyūjin" (Japonais: ひとりぼっちの地球人)                    | Kazuho Mitsuta    | Shinichi Ichikawa                | 21 avril 1968       |
| 30 | "Glory for Whom?" Transcription: "Eikō wa Dare no Tame ni" (Japonais: 栄光は誰れのために)                                | Toshitsugu Suzuki | Keisuke Fujikawa                 | 28 avril 1968       |
| 31 | "The Flower where the Devil Dwells" Transcription: "Akuma no Sumu Hana" (Japonais: 悪魔の住む花)                         | Toshitsugu Suzuki | Shozo Uehara                     | 5 mai 1968          |
| 32 | "The Strolling Planet" Transcription: "Sannpo suru Wakusei" (Japonais: 散歩する惑星)                                     | Samaji Nonagase   | Masahiro Yamada & Shozo Uehara   | 12 mai 1968         |
| 33 | "The Invading Dead" Transcription: "Shinryaku suru Shishatachi" (Japonais: 侵略する死者たち)                             | Hajime Tsuburaya  | Shozo Uehara                     | 19 mai 1968         |
| 34 | "The Vanishing City" Transcription: "Jōhatsu Toshi" (Japonais: 蒸発都市)                                                 | Hajime Tsuburaya  | Tetsuo Kinjo                     | 26 mai 1968         |
| 35 | "Terror on the Moon" Transcription: "Gessekai no Senritsu" (Japonais: 月世界の戦慄)                                      | Toshitsugu Suzuki | Shinichi Ichikawa                | 2 juin 1968         |
| 36 | "A Lethal 0.1 Seconds" Transcription: "Hissatsu no Rei-ten-ichi Byō" (Japonais: 必殺の0.1秒)                             | Samaji Nonagase   | Hiroyasu Yamaura                 | 9 juin 1968         |
| 37 | "The Stolen Ultra Eye" Transcription: "Nusumareta Urutora Ai" (Japonais: 盗まれたウルトラ・アイ)                         | Toshitsugu Suzuki | Shinichi Ichikawa                | 16 juin 1968        |
| 38 | "The Courageous Battle" Transcription: "Yūki aru Tatakai" (Japonais: 勇気ある戦い)                                       | Toshihiro Iijima  | Mamoru Sasaki                    | 23 juin 1968        |
| 39 | "The Seven Assassination Plan: Part 1" Transcription: "Sebun Ansatsu Keikaku Zenpen" (Japonais: セブン暗殺計画 前篇)     | Toshihiro Iijima  | Keisuke Fujikawa                 | 30 juin 1968        |
| 40 | "The Seven Assassination Plan: Part 2" Transcription: "Sebun Ansatsu Keikaku Kōhen" (Japonais: セブン暗殺計画 後編)      | Toshihiro Iijima  | Keisuke Fujikawa                 | 7 juillet 1968      |
| 41 | "Challenge from Underwater" Transcription: "Suichū kara no Chōsen" (Japonais: 水中からの挑戦)                            | Kazuho Mitsuta    | Bunzo Wakatsuki                  | 14 juillet 1968     |
| 42 | "Ambassador of the Nonmalt" Transcription: "Nonmaruto no Shisha" (Japonais: ノンマルトの使者)                            | Kazuho Mitsuta    | Tetsuo Kinjo                     | 21 juillet 1968     |
| 43 | "Nightmare on Planet No. 4" Transcription: "Daiyon Wakusei no Akumu" (Japonais: 第四惑星の悪夢)                          | Akio Jissoji      | Takashi Kawasaki & Shozo Uehara  | 28 juillet 1968     |
| 44 | "The Terrifying Super Ape-man" Transcription: "Kyōfu no Chōenjin" (Japonais: 恐怖の超猿人)                               | Toshitsugu Suzuki | Shozo Uehara & Shinichi Ichikawa | 4 août 1968         |
| 45 | "The Saucers Have Come" Transcription: "Enban ga Kita" (Japonais: 円盤が来た)                                            | Akio Jissoji      | Takashi Kawasaki & Shozo Uehara  | 11 août 1968        |
| 46 | "The Showdown of Dan vs. Seven" Transcription: "Dan tai Sebun no Kettō" (Japonais: ダン対セブンの決闘)                   | Toshitsugu Suzuki | Shozo Uehara & Shinichi Ichikawa | 18 août 1968        |
| 47 | "Who Are You?" Transcription: "Anata wa dare?" (Japonais: あなたはだぁれ?)                                               | Tatsumi Ando      | Shozo Uehara                     | 25 août 1968        |
| 48 | "The Biggest Invasion in History: Part 1" Transcription: "Shijō Saidai no Kessen Zenpen" (Japonais: 史上最大の侵略 前編) | Kazuho Mitsuta    | Tetsuo Kinjo                     | 1 septembre 1968    |
| 49 | "The Biggest Invasion in History: Part 2" Transcription: "Shijō Saidai no Kessen Kōhen" (Japonais: 史上最大の侵略 後編)  | Kazuho Mitsuta    | Tetsuo Kinjo                     | 8 septembre 1968    |

### Épisode banni
Le douzième épisode, nommé "From Another Planet with Love", fut banni en raison d'Alien Spell (un monstre ayant des cicatrices chéloïdiennes) qui fut surnommé "Hibaku Seijin" (Alien Survivant de la bombe A), une dérivation du terme "hibakusha", faisant référence aux survivants des bombardements atomiques d'Hiroshima et de Nagasaki. Ce problème figura dans un article du journal Asahi Shimbun, qui provoqua un outrage public et força Tsuburaya Productions à changer le nom du monstre pour "Kyuketsu Seijin" (Vampire Alien). Malgré cela, Tsuburaya Productions recevait toujours une opinion publique négative et en conséquence, Tsuburaya retira le personnage alien ainsi que l’épisode des publications officielles, des diffusions et des sorties sur vidéo maison. En revanche, l'épisode fut doublé en anglais par Tsuburaya-Hawaii ainsi que par Cinar, et fut diffusé en Amérique du Nord (l'épisode fut renommé "Crystallized Corpuscles").

## Versions anglophones
En 1985, Turner Program Services licencia la série sur un contrat de 15 ans de Tsuburaya Productions, qui avait fourni les versions doublées en anglais produites à Honolulu par Tsuburaya-Hawaii, Inc. au milieu des années 1970. Trouvant cette version anglophone insuffisante, Turner commanda à Cinar de doubler les 49 épisodes pour les diffuser en syndication. Les épisodes produits par TPS/Cinar contenaient de nouveaux génériques, des bumpers, des nouveaux noms d'épisodes, et même un changement de nom pour le personnage d'Anne Yuri, qui fut doublée sous le nom de "Donna Michibata". Cinar édita les épisodes en fonction de la violence, du langage et des pauses commerciales, et contenait de nouvelles pistes musicales.
Insatisfait avec le travail de Cinar, Turner mit la série dans leurs placards jusqu'en 1994, lorsqu'ils furent alertés que les épisodes n'avaient jamais diffusés. Ultraseven fut dépoussiéré pour les blocs de programmation "Toons 'Til Noon" et "MonsterVision" sur TNT. Les épisodes diffusés sur "Toons 'Til Noon" furent fortement modifiés pour les adapter au créneau horaire, tandis que ceux diffusés sur "MonsterVision" était les adaptations en entier de Cinar. Les épisodes 3, 5, 6 et 7 furent manquants ou mal identifiés et n'ont jamais été diffusés. Des clips de la série furent par la suite utilisés dans les segments "Messages from Space" de l'émission Cartoon Planet, qui fut diffusée TBS et Cartoon Network. Lorsque le contrat expira en 2001, Turner retourna tous les matériaux (éléments de film, bandes vidéo, masters audio) à Tsuburaya Productions.

## Vidéo maison

### Japon
Bandai Visual sortit la série sur Blu-ray au Japon en deux coffrets séparément. Le premier sortit le 21 novembre 2014 et le second le 28 janvier 2015. En septembre 2020, NHK diffusa des versions restaurées en 4K de la série, convertis à partir de pellicule 16mm d'imagerie large-gamme.

### Amérique du Nord
En décembre 2012, Shout! Factory sortit la version japonaise sur DVD, licenciée d'UM Corporation par Tiga Entertainment,. En juillet 2019, Mill Creek Entertainment annonça qu'elle avait acquise la plupart de la médiathèque Ultraman de Tsuburaya Productions par Indigo Entertainment, incluant 1 100 épisodes et 20 films. Mill Creek sortit la série sur Blu-ray et en digital le 10 décembre 2019 sur des éditions standards et steelbook.
En juillet 2020, Shout! Factory annonça avoir conclu un marché pluriannuel avec Alliance Entertainment et Mill Creek Entertainment, avec les bénédictions de Tsuburaya et Indigo, qui leur ont accordé les droits digitaux exclusifs SVOD et AVOD sur les séries et films Ultra (1 100 épisodes et 20 films) acquis par Mill Creek l'année précédente. Ultraseven, parmi d'autres titres, sera diffusé en streaming aux États-Unis et au Canada sur Shout! Factory TV et TokuSHOUTsu.

## Postérité
Le créateur des Pokémon, Satoshi Tajiri, dit que le concept des Poké Ball fut inspiré par les Capsule Monsters d'Ultraseven.

### Sources
- (ja) ウルトラセブンイズム, 辰巳出版, coll. « タツミムック »,‎ 15 novembre 2002 (ISBN 4-88641-779-5)
- (en) August Ragone, Eiji Tsuburaya: Master of Monsters, Chronicle Books, 2007 (ISBN 978-0-8118-6078-9)
- (en) August Ragone, The Making of Ultraseven, Shout! Factory DVD Booklet, 2012 (ASIN B0096W46VW)
- (en) Hajime Tsuburaya, Ultra-7 - Episode 01: Enter-Dan Moroboshe!, Turner Program Services, coll. « Cinar English dub », 1985
- (en) Mill Creek Entertainment, Ultraseven - Information and Episode Guide, Mill Creek Entertainment, 2019 (ASIN B07XR966QL)